# 紫魟
紫魟，又名土魟，为燕魟目魟科翼魟属下的唯一一种。该鱼的胸鳍十分宽大，为楔形。其牙齿尖锐，尾部呈鞭状，通体蓝绿色或紫罗兰色。该鱼体宽可达59厘米，紫魟分布于全球水温高于19度的热带水域，且会在夏季洄游至高纬度的大陆架附近。该鱼是唯一一种生活于海水中上层的魟鱼。正因为此该鱼并不是和其他魟鱼一样用身体边缘划水而是用整片胸鳍游动。
紫魟的主要猎物为各种自由游泳的鱼类和无脊椎动物。该鱼在捕食时会用胸鳍困住猎物并将其推入嘴中。此外，该鱼亦会在鱿鱼等猎物因繁殖而群聚时大量捕食。同其他魟鱼一样，紫魟是卵胎生动物。其孕期约为2-4个月，一条雌鱼一年可产下4-13条幼鱼。紫魟一般会在赤道附近的温暖海域诞下幼鱼，但地中海除外。各海域紫魟的繁殖季不一。
该鱼常在远洋捕捞中作为兼捕被捕获，且多因其经济价值不高而被丢弃。被抛回海中的紫魟死亡率极高。然而，有报告认为紫魟的种群正在增长，可能是由于其天敌和竞争猎物的其他物种受过度捕捞而种群急剧减少。加之该鱼分布遍布世界海域，IUCN将其评为无危。

## 物种命名
紫魟于1832年由法国生物学家夏尔·吕西安·波拿巴命名，彼时学名为Trygon violacea。种加词“violacea”来自于拉丁语“viola”，含义是“紫色”。波拿巴指定两具采集于意大利附近海域的标本为其正模标本。此后，学界意识到紫魟所属的Trygon属是魟属的异名，故其学名变为Dasyatis violacea。1910年，美国鱼类学家亨利·韦德·福勒为紫魟创建单型亚属翼魟亚属Pteroplaytrygon。该亚属名由希腊语词语（鱼鳍）、（宽阔的）和（魟）组合而成。2001年学界发现彼时的魟属是并系群，故对其进行拆分。紫魟所属的翼魟亚属在这一过程中独立成属，其学名也因此改为 Pteroplatytrygon violacea。

## 种间关系
2001年对紫魟的系统发生学研究指出紫魟是魟科较为基干的一种，其姐妹群包含魟属、萝卜魟属和印度洋-太平洋海域的窄尾魟属。
|  | 紫魟                                                                             |
|  |                                                                                  |
|  | \| \| 褶尾萝卜魟 \| \| \| \| \| \| 魟属+印太海域的窄尾魟属 \| \| \| \| |
|  |                                                                                  |
|  | 褶尾萝卜魟                                                                       |
|  |                                                                                  |
|  | 魟属+印太海域的窄尾魟属                                                          |
|  |                                                                                  |

|  | 褶尾萝卜魟              |
|  |                         |
|  | 魟属+印太海域的窄尾魟属 |
|  |                         |

|  | 紫魟                                                                             |
|  |                                                                                  |
|  | \| \| 褶尾萝卜魟 \| \| \| \| \| \| 魟属+印太海域的窄尾魟属 \| \| \| \| |
|  |                                                                                  |
|  | 褶尾萝卜魟                                                                       |
|  |                                                                                  |
|  | 魟属+印太海域的窄尾魟属                                                          |
|  |                                                                                  |

|  | 褶尾萝卜魟              |
|  |                         |
|  | 魟属+印太海域的窄尾魟属 |
|  |                         |

|  | 紫魟                                                                             |
|  |                                                                                  |
|  | \| \| 褶尾萝卜魟 \| \| \| \| \| \| 魟属+印太海域的窄尾魟属 \| \| \| \| |
|  |                                                                                  |
|  | 褶尾萝卜魟                                                                       |
|  |                                                                                  |
|  | 魟属+印太海域的窄尾魟属                                                          |
|  |                                                                                  |

|  | 褶尾萝卜魟              |
|  |                         |
|  | 魟属+印太海域的窄尾魟属 |
|  |                         |

|  | 紫魟                                                                             |
|  |                                                                                  |
|  | \| \| 褶尾萝卜魟 \| \| \| \| \| \| 魟属+印太海域的窄尾魟属 \| \| \| \| |
|  |                                                                                  |
|  | 褶尾萝卜魟                                                                       |
|  |                                                                                  |
|  | 魟属+印太海域的窄尾魟属                                                          |
|  |                                                                                  |

|  | 褶尾萝卜魟              |
|  |                         |
|  | 魟属+印太海域的窄尾魟属 |
|  |                         |

|  | 紫魟                                                                             |
|  |                                                                                  |
|  | \| \| 褶尾萝卜魟 \| \| \| \| \| \| 魟属+印太海域的窄尾魟属 \| \| \| \| |
|  |                                                                                  |
|  | 褶尾萝卜魟                                                                       |
|  |                                                                                  |
|  | 魟属+印太海域的窄尾魟属                                                          |
|  |                                                                                  |

|  | 褶尾萝卜魟              |
|  |                         |
|  | 魟属+印太海域的窄尾魟属 |
|  |                         |

|  | 紫魟                                                                             |
|  |                                                                                  |
|  | \| \| 褶尾萝卜魟 \| \| \| \| \| \| 魟属+印太海域的窄尾魟属 \| \| \| \| |
|  |                                                                                  |
|  | 褶尾萝卜魟                                                                       |
|  |                                                                                  |
|  | 魟属+印太海域的窄尾魟属                                                          |
|  |                                                                                  |

|  | 褶尾萝卜魟              |
|  |                         |
|  | 魟属+印太海域的窄尾魟属 |
|  |                         |

|  | 紫魟                                                                             |
|  |                                                                                  |
|  | \| \| 褶尾萝卜魟 \| \| \| \| \| \| 魟属+印太海域的窄尾魟属 \| \| \| \| |
|  |                                                                                  |
|  | 褶尾萝卜魟                                                                       |
|  |                                                                                  |
|  | 魟属+印太海域的窄尾魟属                                                          |
|  |                                                                                  |

|  | 褶尾萝卜魟              |
|  |                         |
|  | 魟属+印太海域的窄尾魟属 |
|  |                         |

|  | 紫魟                                                                             |
|  |                                                                                  |
|  | \| \| 褶尾萝卜魟 \| \| \| \| \| \| 魟属+印太海域的窄尾魟属 \| \| \| \| |
|  |                                                                                  |
|  | 褶尾萝卜魟                                                                       |
|  |                                                                                  |
|  | 魟属+印太海域的窄尾魟属                                                          |
|  |                                                                                  |

|  | 褶尾萝卜魟              |
|  |                         |
|  | 魟属+印太海域的窄尾魟属 |
|  |                         |

## 物种分布
紫魟的分布遍布世界各地的热带与温带浅海，大致范围为北纬52度至南纬50度之间。紫魟在西大西洋的确认分布范围为纽芬兰大浅滩至北卡罗莱纳州的北美洲沿岸、墨西哥湾北部、小安地列斯群岛、乌拉圭和巴西附近海域；而在东大西洋该鱼的分布则北至北海，南至马德拉群岛，在地中海、几内亚湾以及佛得角和南非附近海域也有分布。在太平洋西岸，北至日本南至澳大利亚的海域均可觅其踪影，东岸则见于不列颠哥伦比亚省到智利的海域。此外，太平洋上像是复活节岛、夏威夷和加拉帕戈斯群岛等岛礁附近也有紫魟分布。然而，除去印度尼西亚西南海域外，目前印度洋尚没有紫魟的记录
。

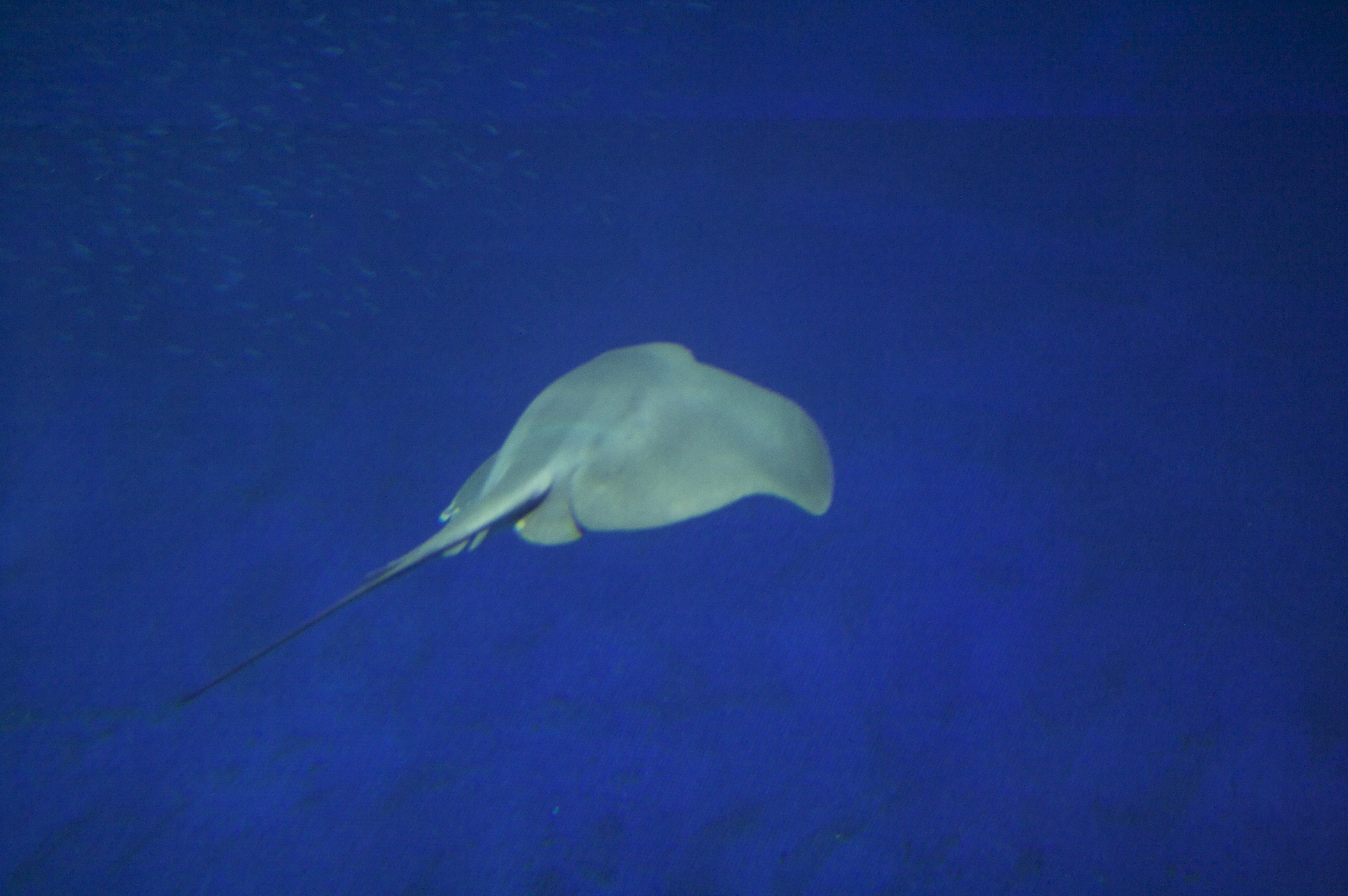
紫魟是目前已知唯一一种几乎仅生活于开阔水域的魟鱼

同其他魟鱼不同，紫魟主要生活于外海中上层而非海床附近，多见于海面至300米水深处。不过，在伊豆-小笠原-马里亚纳岛弧海域曾有科学家在330-381米水深处抓获紫魟，因此推断紫魟有时会靠近海床。紫魟喜好水温高于19℃的热水，而在冷于15℃的水中会死亡。
紫魟会逐暖水洄游。在西北大西洋，每年12月至次年4月紫魟会聚集在湾流附近过冬，此后会洄游至大陆架附近过夏，至9月方返回。地中海的紫魟种群也有洄游习性，但具体路线和时间尚不清楚。而在太平洋，紫魟会在赤道附近的开阔水域过冬，而在夏季则会洄游至高纬度的大陆架附近。目前太平洋的紫魟种群有两条洄游路线：第一条路线为中美洲至加利福尼亚，第二条则为太平洋中部至日本或不列颠哥伦比亚。此外，在巴西东南部的海域，每年春夏之交的上升流会将外海的紫魟冲向浅海，甚至有个体会被冲到水深不足45米处。

## 外貌描述
紫魟的胸鳍厚且宽，其宽大概比长多三分之一，呈楔形；其胸鳍前部为弧形，有一尖锐的角，而后部则几乎笔直；鱼吻短，末端为圆形；眼极小且不突出，后方紧邻喷水孔；其鼻孔周围有一小块穗状皮肤；嘴小且尖，两侧有极深的皱纹，上颚正中有一个小隆起。其上颚有25-34颗尖牙，下颚则是25-31颗，雄性紫魟的牙齿尤为长且尖。此外，口内还有0-14个乳状凸起。
紫魟的尾部呈鞭状，长度大概是身体两倍。其根部较宽，之后逐渐变窄。紫魟的毒刺大约位于其尾部前三分之一至一半长的位置。如果毒刺受损，紫魟可能会长出第二根毒刺。在毒刺。在其毒刺根部向下一侧有一小片褶皱的鱼鳍。幼年紫魟体表光滑，但成年个体则会在背部中间长出一排自眼睛一直延伸到毒刺末端的棘刺。紫魟的背部为深紫色或蓝绿色，腹部则是淡灰色。在被捕获或触摸时，紫魟会分泌大量的黑色黏液。紫魟一般能长到130厘米长，59厘米宽。

## 生态与习性

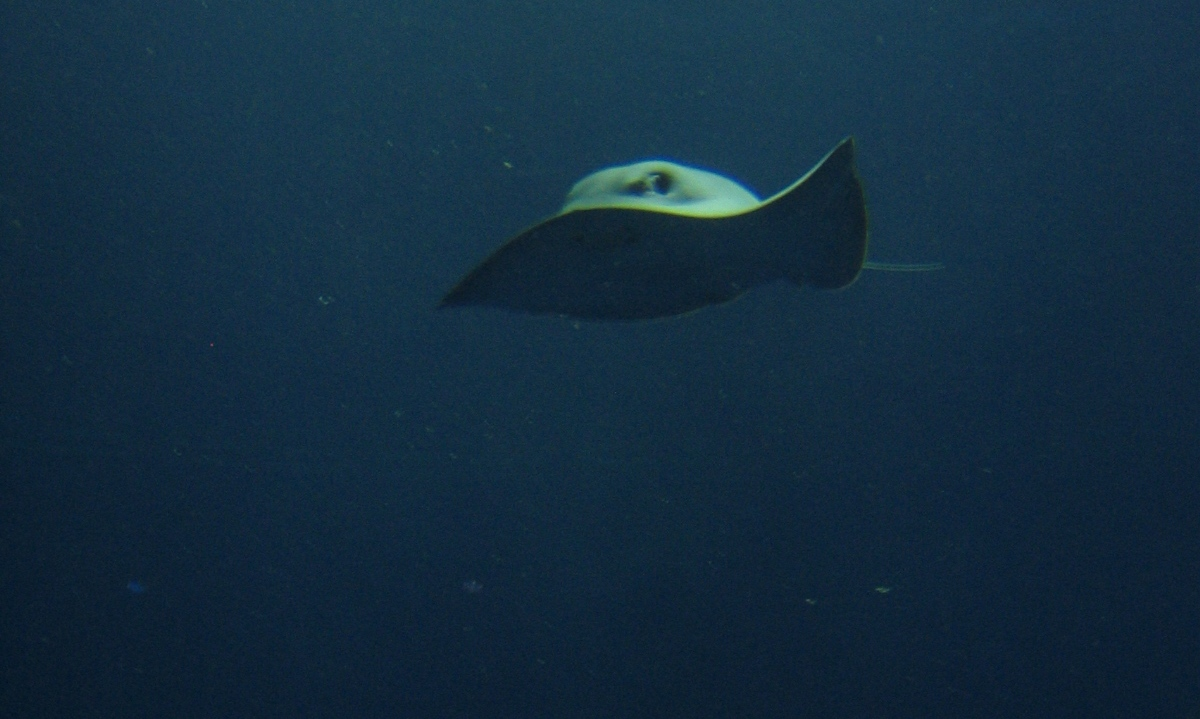
为适应开阔水域环境，紫魟多使用整片胸鳍游动，而不是和其他魟鱼一样振动胸鳍边缘划水

由于紫魟活跃于海水淺层，其许多习性均不同于底栖的魟鱼。例如，同其他魟鱼用胸鳍边缘划水不同，紫魟会在游泳时扇动整片胸鳍，泳姿与鲼类似。这一动作会提供更多的升力，从而使其游动时效率更高但更不灵活，因而更适合在开放水域活动。尽管如此，紫魟可以轻松倒游。
紫魟相较其他魟鱼更加依赖于视觉感官，其电感受器劳伦氏壶腹均匀分布于腹部和背部，密度仅有同科物种的约三分之一，覆盖范围也不及其他魟鱼。然而，其仍然感受到30厘米内电压低于1纳伏的电场，因此亦可能感受到因海水流动产生的微弱电场。其侧线同其他魟鱼类似，均在腹部比背部的面积更大。尽管如此，紫魟仍然对视觉刺激较物物理刺激要敏感
。
不同性别的紫魟具体栖息地有所不同：雄性紫魟多生活于较深的水域，而雌性则反之。在人工饲养环境下，紫魟会啮咬和骚扰翻车鱼，其中饥饿的个体会更为频繁地进行攻击。紫魟的天敌包括大白鲨、远洋白鳍鲨等大型食肉动物。其终年不变的黯淡体色很有可能是针对开阔水域的单调环境演化而来的保护色。此外，其尾部的剧毒毒刺亦能阻止许多其他鱼类靠近。
目前，紫魟已知的寄生虫有以下六种，其中前五种系绦虫，最后一种则是单殖纲动物：
- Acanthobothrium benedeni

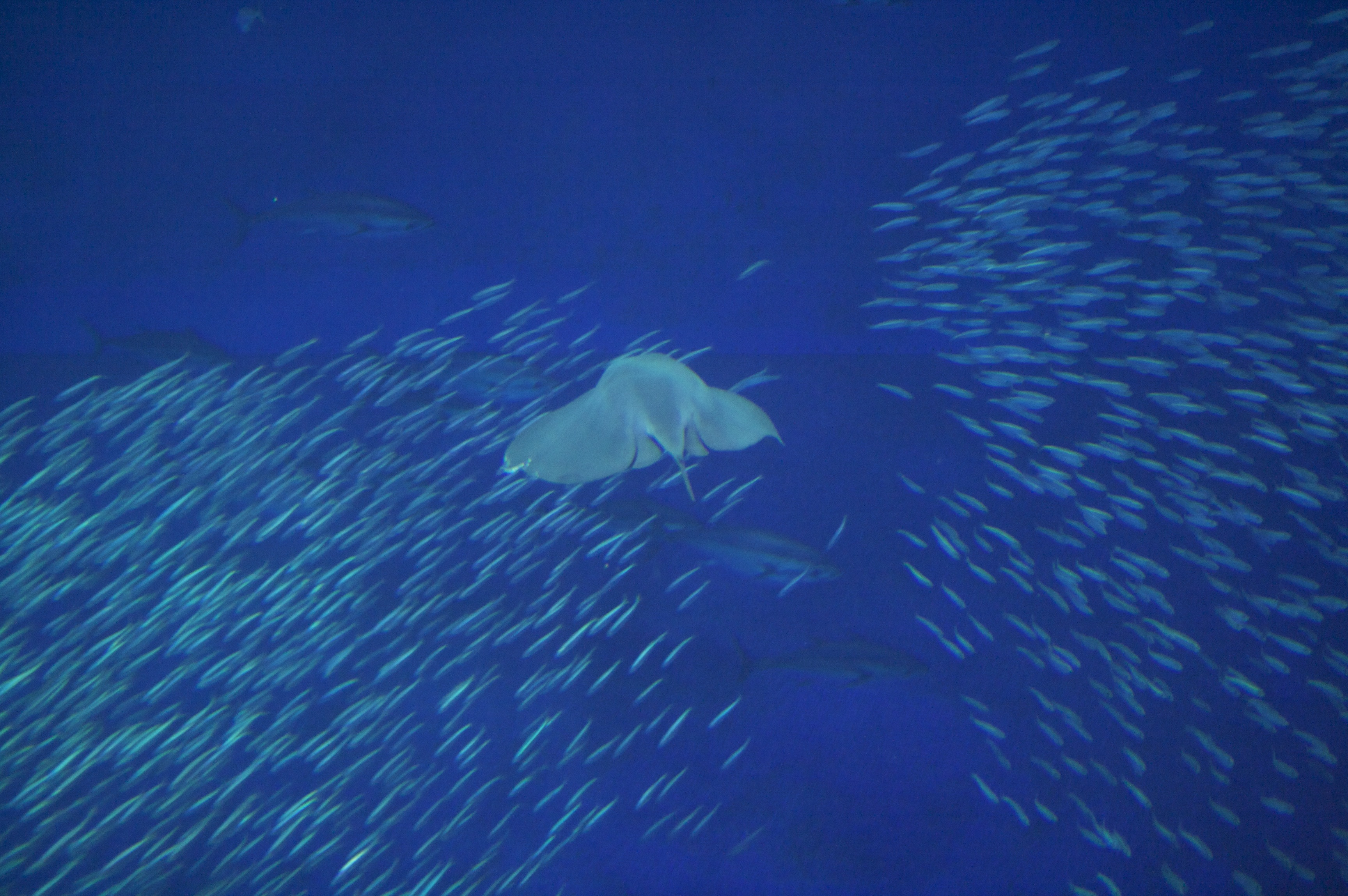
小鱼是紫魟的猎物之一

- A. crassicolle
- A. filicolle
- Rhinebothrium baeri
- R. palombii
- Entobdella diadema[24]

### 捕食
紫魟是一种追击捕食者，会使用胸鳍包裹住猎物并将其吞下。紫魟是唯一一种两性均长有尖锐牙齿的魟鱼，这是为了固定和切割光滑的猎物。紫魟的猎物多种多样，包括片脚类、磷虾、蟹的幼体、章鱼、鱿鱼、翼足类、栉水母、管虫、水母以及一些小型硬骨鱼，例如鲱鱼、单棘鲀、鲭鱼和马鲛。加利福尼亚州的紫魟会在每年十一月至次年四月大量捕食前来繁殖的鱿鱼，而巴西的紫魟则会在每年一月至二月追猎向浅海洄游的白带鱼。在捕食洄游的猎物时，紫魟偏好捕猎较小的鱼群。
幼年紫魟每天会吃下重达其体重6-7%的食物，而成年个体每天则只会吃下相當於1%的食物。

### 生命周期
同其他魟鱼一样，紫魟是卵胎生动物，即发育中的胚胎会留在母魟体内依靠卵黄和营养指分泌的乳液发育完成后再离开母体。紫魟仅有一个正常的卵巢，均位于身体左侧，每年最多产下两胎。不同海域的紫魟繁殖季不一，如北大西洋的紫魟会在三月至六月交配，而南大西洋的紫魟则只在春夏之交交配。交配完成后，紫魟可将精子在体内储存一年左右，直至环境适合时再进行受精。在受精卵进入子宫后，其会被一个纺锤形的囊所包裹直至发育成熟，之后囊会破裂并将幼鱼推出体外。紫魟的孕期可能是所有软骨鱼中最短的，只有2-4个月。在此期间，幼鱼的体型会增大数百倍。在大部分海域，紫魟均会在较为温暖的海域产下幼鱼。例如太平洋的紫魟会每年十一月至三月在向北洄游前将幼鱼产于中美洲附近水域；北大西洋的紫魟则会于每年冬季在西印度群岛诞下幼鱼；南大西洋的紫魟则会于一月左右在赤道附近的温暖海水中生产。然而，在北大西洋曾有两条雌性紫魟在八月至九月向南洄游前产下幼鱼的记录。此外，地中海的种群会在每年向越冬海域洄游前在较寒冷的海域中诞下幼鱼。紫魟平均每胎诞下6条幼鱼，但最多可达13条，而最少则为4条。该鱼每胎幼鱼的多少与母鱼体型无关。刚出生的鱼苗体宽15-25厘米。人工饲养的紫魟在食物充足时每年可长大8.1厘米，但野外个体一般每年仅长大1.6厘米。紫魟在每年1-2月和7-8月进食最多，也因此成长最快，而在3-4月和10-11月则反之。雄性紫魟在2岁时性成熟，此时体宽37-50厘米；雌性则在约3岁时性成熟，此时体宽39-50厘米。紫魟的寿命为10-12岁。此外，紫魟也是种群增长速度最快的魟鱼之一，每年最多可增长31%。

## 人类活动的影响
紫魟不好斗，亦鲜少遭遇人类，但其毒刺极其危险，需謹慎處理。目前，已有至少两名渔民死于其毒刺刺伤：其中一名死者在延钓金枪鱼时被其毒刺刺穿，而另一人则是在被刺伤数日后死于破伤风。紫魟一般是捕捞金枪鱼、剑鱼或鲨鱼时的兼捕，且一般由于其经济价值不高而被抛弃。然而，由于渔民多畏惧该鱼的毒刺，在将其打捞上船前常会将其用力砸向船舷。这一行为会对紫魟的下颚和嘴部造成重伤，并很可能致命。目前，紫魟的兼捕量尚不清楚。有研究认为使用更大的鱼钩或者C型钩可减少对紫魟的兼捕。自1950年代至今，紫魟的种群数量持续增加，这可能是因为其鲨鱼和金枪鱼等顶级掠食者的种群大小由于商业捕捞而持续衰退。目前，由于其种群数量持续上涨、繁殖速度相对较快以及分布广泛，IUCN将紫魟评为无危。新西兰环境保护部则将其评为“不受威胁”（Not threaten）且“海外种群稳定”（Secure overseas）。

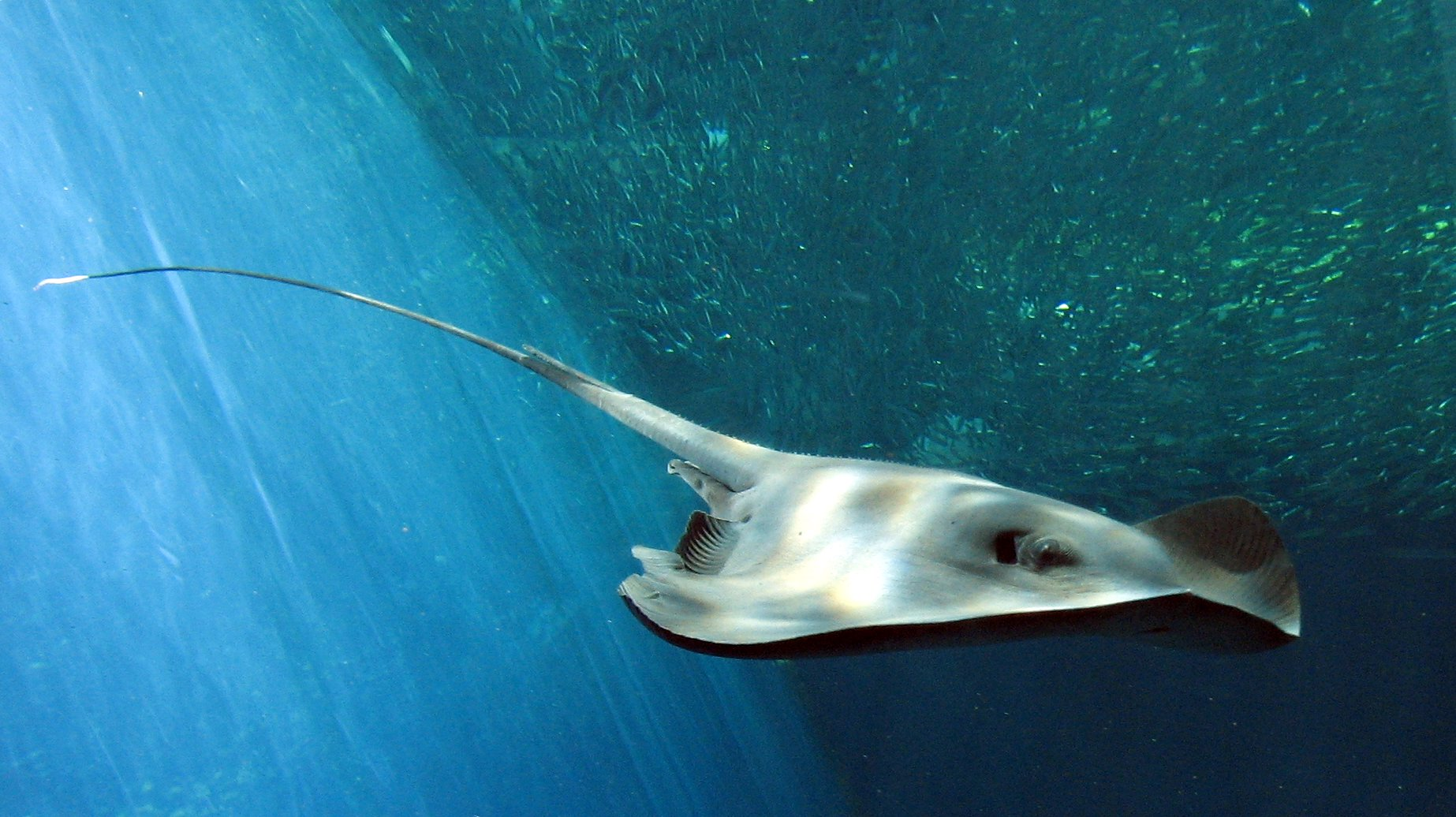
日本磐城水族馆养殖的一条紫魟，该物种十分适应人工养殖环境

此外，紫魟在水族馆中的人工养殖已有一个世纪的历史。